# Wuwuharjo
Wuwuharjo is een bestuurslaag in het regentschap Magelang van de provincie Midden-Java, Indonesië. Wuwuharjo telt 3774 inwoners (volkstelling 2010).